# Чемпионат мира по рапиду и блицу 2022
Чемпионат мира по шахматам по рапиду и блицу 2022 года проходил с 25 по 30 декабря в Алма-Ате. В нём принимали участие более 250 спортсменов из 50 стран мира.
Местом проведения был дворец спорта и культуры имени Балуана Шолака, призовой фонд турнира составлял 1 млн долларов.

## Регламент
Право на участие получали игроки, имевшие не менее 2550 пунктов в одном из рейтинг-листов за 2022 год (включая классический контроль, быстрые шахматы и блиц), а также действующие национальные чемпионы и 10 номинантов от ФИДЕ; помимо того, организатор турнира мог номинировать 15 участников.

### Рапид
Контроль времени на партию составлял 15 минут на партию с добавлением 10 секунд на ход, начиная с первого хода; турнир игрался в течение трёх дней по швейцарской системе и состоял из 13 туров (открытый турнир) или 11 туров (турнир среди женщин).

### Блиц
Контроль времени на партию составлял 3 минуты на партию с добавлением 2 секунд на ход, начиная с первого хода; турнир игрался в течение двух дней по швейцарской системе и состоял из 21 тура (открытый турнир) или 17 туров (турнир среди женщин).

## Результаты

### Рапид

#### Мужчины
1. Магнус Карлсен[5]
2. Винсент Каймер
3. Фабиано Каруана

#### Женщины
После одиннадцати туров у двух спортсменок было по 8.5 очков, и победительница была определена на тай-брейке в результате двух партий в блиц
1. Тань Чжунъи
2. Динара Садуакасова
3. Савита Шри

### Блиц

#### Мужчины
1. Магнус Карлсен
2. Хикару Накамура
3. Айк Мартиросян

#### Женщины
1. Бибисара Асаубаева[6]
2. Хампи Конеру
3. Полина Шувалова